# 欧克松德叙
欧克松德叙（法語：Auxon-Dessus，法語發音：[oksɔ̃ dəsy]）是法国杜省的一个旧市镇，属于贝桑松区。该旧市镇总面积3.88平方公里，2009年时的人口为1154人。
欧克松德叙已于2015年1月1日起和欧克松德苏合并为新市镇莱索克松（Les Auxons）。

## 人口
欧克松德叙人口变化图示